# Årsjötjärnen
Årsjötjärnen är en sjö i Haninge kommun i Södermanland och ingår i Tyresån-Trosaåns kustområde. Årsjötjärnen ligger i Tyresta-Åva Natura 2000-område. Sjön är 3 meter djup, har en yta på 0,01 kvadratkilometer och befinner sig 51 meter över havet.

## Bilder

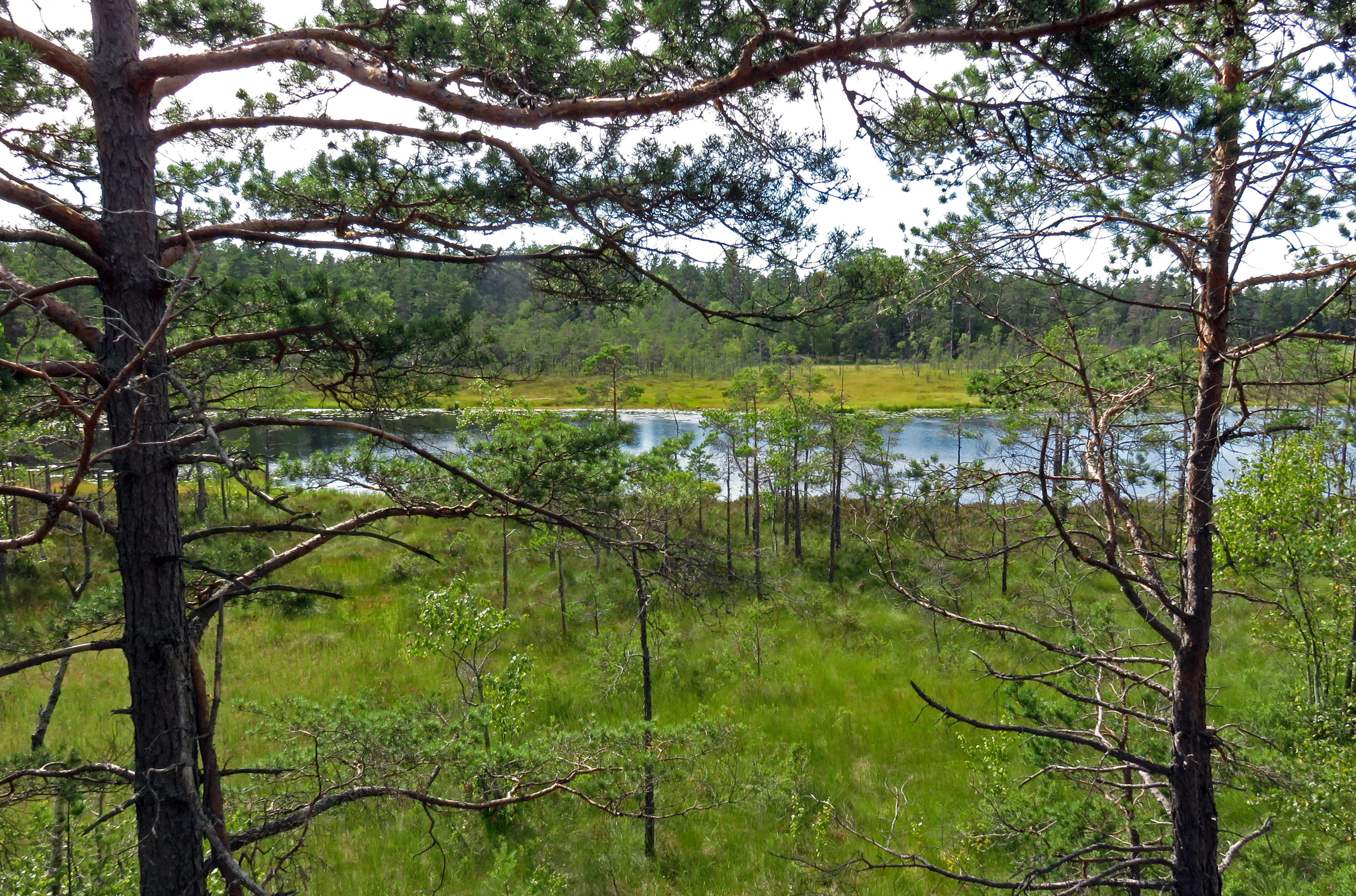
Vy från öster.
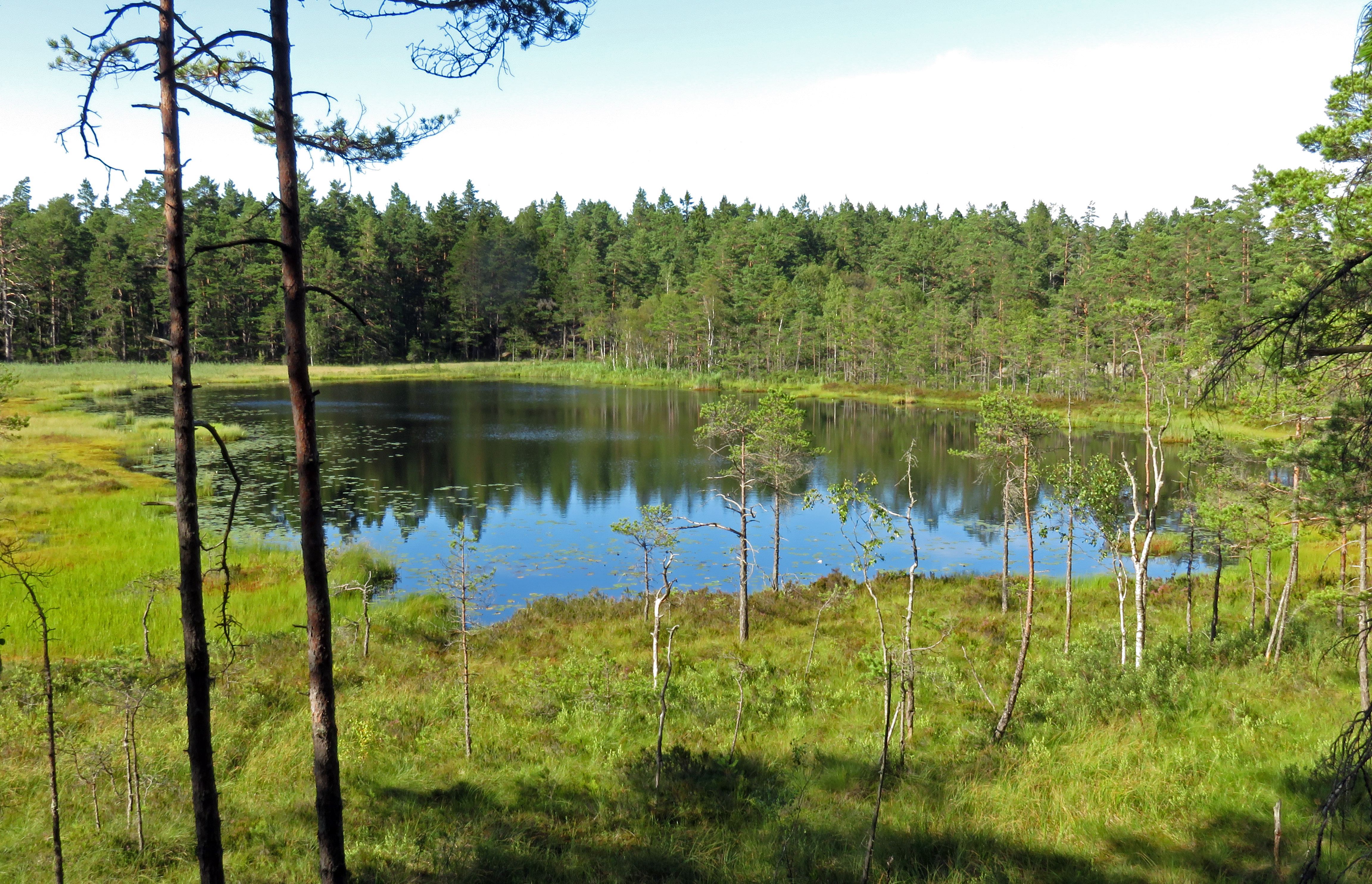
Vy från söder.